# Куликовка (Красноярский край)
Куликовка — деревня в Тюхтетском районе Красноярского края России. Входит в состав Новомитропольского сельсовета. Находится на правом берегу реки Таёжный Тюхтет, примерно в 19 км к востоку от районного центра, села Тюхтет, на высоте 212 метров над уровнем моря.

## Население
| 2010 |
| ---- |
| 19   |

Гендерный состав
По данным Всероссийской переписи населения 2010 года 9 мужчин и 10 женщин из 19 чел.